# Жозеф Клюдтс
Жозеф Клюдтс (1896) — бельгійський плавець.
Срібний призер Олімпійських Ігор 1924 року, учасник 1920 року.